# Daniel Pennac
Daniel Pennac (Casablanca, 1 de diciembre de 1944) es un escritor francés y docente, nacido en Marruecos. Seudónimo de Daniel Pennacchioni.
Proveniente de una familia militar, pasó su infancia en tierras africanas y del sudeste asiático y su juventud en Niza, donde se graduó en letras y se decantó por la enseñanza.
Tras iniciar su actividad literaria con libros para niños, adquirió gran popularidad gracias a las novelas de la saga en torno a la familia Malaussène* (perteneciente a la novela negra, a la que llega a raíz de un viaje a Brasil), aunque también ha escrito otras novelas, los mencionados libros para niños, ensayos,... De estos es célebre el titulado Como una novela, en el que enumera los derechos del lector.
La saga malauseniana gira en torno a Benjamin Malaussène, hermano mayor y cabeza de una familia que vive en el multicultural y marginal barrio de Belleville, en París (Francia). Allí se desarrollarán las trepidantes aventuras y desventuras de esta familia y su variopinto entorno, que incluyen romance, crimen, amistad,... todo ello narrado con un estilo ágil y coloquial. 

## Obras
- la mirada del lobo (1984)
- Le grand Rex Editions du Centurion (1980)
- Cabot caboche Nathan et Pocket jeunesse (1982)
- L'oeil du loup Nathan (1984)
- Au bonheur des ogres (1985)
- La fée carabine (1987)
- La petite marchande de prose (1989)
- Kamo et moi (1992)
- Kamo, l'agence Babel (1992)
- Comme un roman (1993)
- Kamo, l'idée du siècle (1993)
- Sang pour sang, le réveil des vampires, con Jean Marigny (1993)
- Miro: Le tour du ciel
- Monsieur Malaussène (1995)
- Monsieur Malaussène au théâtre (1996)
- Des chrétiens et des maures (1996)
- Messieurs les enfants (1997)
- Aux fruits de la passion (1999)
- Les grandes vacances, (photographies) (2002)
- Le dictateur et le hamac (2003)
- Merci (2004)
- Chagrin d'Ecole" (2007)

## Traducciones al castellano
Novelas de la serie Malaussène
- La felicidad de los ogros, Madrid, Jucár, 1989
- El hada carabina, Bogotá, Norma, 1996
- La pequeña vendedora de prosa, Barcelona, Thassalia, 1997
- El señor Malaussène, Bogotá, Norma, 1998
- Los frutos de la pasión, Barcelona, Mondadori, 2001
- Entre moros y cristianos, Barcelona, Debolsillo, 2013

Otras novelas
- Los señores niños, Barcelona, Thassalia, 1998
- El dictador y la hamaca, Barcelona, Mondadori, 2003
- Diario de un cuerpo, Barcelona, Mondadori, 2012

Ensayo
- Como una novela, Bogotá, Norma, 1992; Barcelona, Anagrama, 1993. En él se recogen los derechos del lector.

Literatura infantil y juvenil
- La mirada de lobo, Bogotá, Norma, 1997
- Increíble Kamo, Madrid, SM, 1997
- Kamo y yo, Madrid, SM, 1998
- Perro, perrito, Bogotá, Norma, 1998
- Gracias, Barcelona, El Aleph, 2009

Memorias
- Mal de escuela, Barcelona, Mondadori, 2008

Teatro
- El 6º continente, Barcelona, Mondadori, 2008

En coautoría
- El jinete solitario, Madrid, Kraken, 2013, guion escrito con Tonino Benacquista